# Бозієній-де-Сус
Бозієній-де-Сус (рум. Bozienii de Sus) — село у повіті Нямц в Румунії. Входить до складу комуни Руджиноаса.
Село розташоване на відстані 284 км на північ від Бухареста, 25 км на схід від П'ятра-Нямца, 70 км на захід від Ясс.

## Населення
За даними перепису населення 2002 року у селі проживала 421 особа.
Національний склад населення села:
| Національність            | Кількість осіб | Відсоток |
| ------------------------- | -------------- | -------- |
| румуни                    | 405            | 96,2%    |
| не вказали національність | 15             | 3,6%     |

Рідною мовою назвали:
| Мова                  | Кількість осіб | Відсоток |
| --------------------- | -------------- | -------- |
| румунська             | 405            | 96,2%    |
| не вказали рідну мову | 15             | 3,6%     |